# Gunnar Olinder
Olof Gunnar Olinder, född 10 juli 1893 i Sjörups socken, död 26 maj 1975 i Göteborg, var en svensk språkforskare. 
Gunnar Olinder var son till kyrkoherden Olof Olinder. Han avlade studentexamen i Lund 1913 och studerade därefter vid stadens universitet och blev 1918 filosofie kandidat, 1924 filosofie licentiat, och 1924 filosofie doktor. Olinder var 1927–1948 docent i semitiska språk vid Lunds universitet. Han blev 1946 teologie kandidat. 1930–1937 var Olinder i flera repriser tillförordnad professor vid Lunds universitet och från 1937 tillförordnad professor i semitiska språk vid Göteborgs högskola. Från 1948 var han lektor i kristendom och filosofi vid Högre allmänna läroverket för flickor i Göteborg. Han var 1946–1948 föreståndare för Göteborgs enskilda gymnasium för blivande präster. Från 1947 var han ledamot av Kungliga Vetenskaps- och Vitterhets-Samhället i Göteborg och samma år ordförande i Akademiska kören i Göteborg. Olinders första arbete inom det semitiska området var The kings of Kinda of the family Ākil al-Mulār (1927). Sina främsta insatser gjorde han inom syriskans område med översättningar av Jakob av Sarugs arbeten, Iacobi Sarugensis epistulæ quotquot supersunt (1937), The letters of Jacob of Sarug (1939) och A letter of Philoxenus of Mabbug sent to a novice (1941). Han utgav även Zur Terminologie der semitischen Lautähnlichkeiten (1934). Från engelska översatte han tillsammans med sin hustru Anna Olinder T.E. Lawrences Visetens sju pelare. En triumf (1939). Han redigerade även urvalet T.E. Lawrence av Arabien (1942).